# № 5 (кордон)
№ 5 — кордон в Челно-Вершинском районе Самарской области России. Входит в сельское поселение Девлезеркино. Фактически урочище.

## География
Находится в лесном массиве Тархановские дубравы, на расстоянии менее 6 километров по прямой на юго-восток от районного центра села Челно-Вершины.

## Население
| 2010 |
| ---- |
| 0    |

Постоянное население отсутствовало как в 2002 году, так и в 2010 году.